# Donja Konjščina
Donja Konjščina – wieś w Chorwacji, w żupanii krapińsko-zagorskiej, w gminie Konjščina. W 2011 roku liczyła 139 mieszkańców.